# جون كوين (مصارع محترف)
جون كوين هو مصارع محترف كندي، ولد في 15 أكتوبر 1941 في هاميلتون في كندا، وتوفي في 22 أبريل 2019 بسبب سكتة.

## وصلات خارجية
- جون كوين على موقع CageMatch worker (الإنجليزية)